# پوتوچارکا
پوتوچارکا (به بلغاری: Potocharka) یک منطقهٔ مسکونی در بلغارستان است که در شهرستان کروموفگراد واقع شده‌است.